# Кудревич, Ксаверий Семёнович
Ксаверий Семёнович Кудревич (1809—1871/1872) — генерал-майор, участник Кавказской войны.

## Биография
Родился в 1809 году.
Образование получил во 2-м кадетском корпусе, из которого был выпущен 30 августа 1829 года прапорщиком в Пионерный батальон.
Начиная с 1842 года Кудревич непрерывно находился на Кавказе и постоянно принимал участие в походах против горцев. В 1843 году был произведён в майоры и в 1849 году получил чин подполковника.
В 1857 году Кудревич был произведён в полковники и через три года назначен начальником портового города Темрюка; 26 апреля 1865 года он был произведён в генерал-майоры с зачислением в запасные войска, а в 1867 году назначен Бессарабским губернским воинским начальником. В 1870 году вновь зачислен в запасные войска.
Скончался 22 декабря 1871 (3 января 1872) года.
Его сын Владимир был действительным статским советником.

## Награды
Среди прочих наград Кудревич имел ордена:
- Орден Святой Анны 2-й степени (1852 год, императорская корона к этому ордену пожалована в 1855 году)
- Орден Святого Георгия 4-й степени (26 ноября 1856 года, за беспорочную выслугу, № 9964 по кавалерскому списку Григоровича — Степанова)
- Орден Святого Станислава 2-й степени с императорской короной (1859 год)
- Орден Святого Владимира 4-й степени (1865 год, за беспорочную выслугу 35 лет в офицерских чинах)
- Орден Святого Владимира 3-й степени (1870 год)